# Гай Блоссий
Гай Блоссий (лат. Gaius Blossius; умер в 130 году до н. э.) — древнеримский философ-стоик и политический деятель, принадлежавший к окружению Тиберия Семпрония Гракха. Принял участие в восстании Аристоника в Малой Азии, после поражения покончил с собой.

## Биография
Гай Блоссий был уроженцем города Кумы в Кампании. Источники ничего больше не сообщают о его происхождении, но у Тита Ливия род Блоссиев упоминается дважды в связи с событиями Второй пунической войны. В 216 году до н. э. претор Кампании Марк Блоссий предложил своим землякам заключить союз с Карфагеном, а в 210 году до н. э. «братья Блоссии» примкнули к заговору, целью которого было поджечь ночью соломенные хижины под Капуей, где были расквартированы римские солдаты. От этих своих предполагаемых предков, по мнению антиковеда Д. Дадли, Гай Блоссий мог унаследовать ненависть к Риму и приверженность демократическому строю, которые предопределили выбор им стоицизма как жизненной идеологии.
Известно, что Блоссий был учеником философа-стоика Антипатра из Тарса, который посвятил ему некоторые свои сочинения. Гай поселился в Риме, в доме знатного интеллектуала Квинта Муция Сцеволы Авгура, стал другом и советником Тиберия Семпрония Гракха. По данным Плутарха, когда Гракх стал народным трибуном (в 133 году до н. э.), именно Блоссий и ритор Диофан из Митилены побудили его инициировать аграрную реформу в пользу безземельных римских граждан. Блоссий же убедил Тиберия в день решающего противостояния с сенатской «партией» отправиться на Форум, несмотря на неблагоприятные предзнаменования. В тот же день Гракх был убит, а с ним погибло множество его сторонников. Блоссий избежал этой участи. Его подвергла допросу специальная комиссия, но он повторял только, что слепо выполнял приказы Гракха. Тогда один из членов комиссии, Публий Корнелий Сципион Назика Серапион или Гай Лелий Мудрый, спросил: «А что если бы Тиберий приказал тебе сжечь Капитолий?». Блоссий ответил: «Если бы он распорядился, я бы счёл для себя честью исполнить. Ибо Тиберий не отдал бы такого распоряжения, не будь оно на благо народу».
Не дожидаясь конца разбирательства, Блоссий уехал в Пергамское царство (в 132 году до н. э.). Там он присоединился к Аристонику, поднявшему восстание против Рима и набравшему армию в том числе из бедноты и освобождённых рабов. В 130 году до н. э. восстание было подавлено. После этого Блоссий, не желая попасть в руки римлян, покончил с собой.

## Оценки личности и деятельности
Марк Туллий Цицерон и Плутарх утверждают, что Блоссий играл руководящую роль по отношению к Тиберию Гракху. Негативно относившийся к популярам Цицерон говорит устами Гая Лелия в трактате «О дружбе»: «…Он не только повиновался Тиберию Гракху в его безрассудстве, но и руководил им и предоставил себя в его распоряжение не как пособник в его бешенстве, а как зачинщик». Ответ Блоссия относительно Капитолия Цицерон называет «нечестивым», его гибель считает «тяжёлой и заслуженной карой за преступление перед государством».
Исследователи начали интересоваться Блоссием в конце XIX века, пытаясь найти в античной истории прямые параллели современной им классовой борьбе. Арнольд Тойнби назвал Гая «эллинским прототипом Маркса», Жерар Вальтер — видным деятелем «первой интернациональной революции трудящихся»; Джон Фергюсон предположил, что Блоссий разработал для Аристоника идеологию «государства Солнца». Встречается характеристика Блоссия как «первого профессионального революционера в истории». Современный исследователь Юрий Чернышёв видит в Блосии одного из первых в истории «политических консультантов». По его мнению, Гай мог писать речи для Тиберия Гракха и был его «имиджмейкером», причём не заботился о безопасности своего патрона, но постоянно подталкивал его к более радикальным действиям. 